# Roc-A-Fella Records
La Roc-A-Fella Records è stata una delle più importanti etichette discografiche di genere hip hop degli Stati Uniti. Cofondata nel 1995 a New York da Damon Dash, Kareem "Biggs" Burke, e Shawn Carter (in arte Jay-Z). L'etichetta è una parte della The Island Def Jam Music Group. Le sue star più in vista sono Jay-Z e Kanye West, rapper e beatmaker.

## Storia dell'etichetta
I tre fondatori iniziarono l'attività discografica soprattutto per la frustrazione a causa dell'impossibilità di trovare un contratto sicuro per i dischi di Jay-Z, il nome Roc-A-Fella Records è un gioco di parole riferito alla famiglia Rockefeller, tra le più ricche e potenti di New York. La Priority Records rimase impressionata dalla determinazione del trio, dicendosi disposta alla distribuzione dell'album di debutto di Jay-Z Reasonable Doubt, pubblicato dalla Roc-A-Fella.

### Team Roc
L'originale formazione, guidata nella parte commerciale da Jay-Z, Dame Dash e Kareem "Biggs" Burke, consisteva negli artisti Jay, Memphis Bleek e Sauce Money. Jaz-O e Da Ranjahz si affiliarono poco dopo l'inizio dell'attività ma non furono mai segnati per l'etichetta. I produttori connessi all'etichetta erano Ski e DJ Clark Kent. Artisti segnati ed affiliati formavano anche un collettivo musicale conosciuto come Team Roc.
Mentre Bleek e Jay rimasero legati all'etichetta, diversi membri del Team Roc si dispersero altrove: Sauce Money si spostò alla Priority; Jaz-O semplicemente se ne andò e più tardi iniziò una ben pubblicizzata disputa con Jay-Z; Da Ranjahz si segnò per The Carter Faculty, sussidiaria di breve vita della Def Jam Recordings, ed una volta chiusa tornò alla vita di strada. Ski fondò la poco fortunata Roc-A-Blok Productions con il cugino di Dame, Darrien. Clark Kent produsse per artisti di alto profilo, ma lentamente vide scemare la propria popolarità.

### La popolarità
Sauce Money si spostò alla Priority prima di pubblicare album e Jaz tagliò i legami con la label dopo il 1998, con la pubblicazione del terzo album di Jay-Z Vol. 2, Hard Knock Life che all'epoca fu la maggiore pubblicazione dell'etichetta. Un anno dopo Memphis Bleek pubblicò il suo primo album, Coming of Age. Vol. 2 conteneva anche la prima apparizione di un nuovo artista della label, Beanie Sigel da Filadelfia. DJ Clue pubblicò la sua compilation, The Professional con Roc-A-Fella quello stesso anni. Jay-Z ha anche confermato che Big L era pronto a firmare con Roc-A-Fella nel 1999 ma morì la settimana prima.
Nel 2000 Beanie Sigel pubblicò il suo primo album, The Truth, e la Roc fece uscire Dynasty: Roc La Familia, una sorta di ribalta per le nuove leve della Roc-A-Fella, sebbene sia stato spacciato soprattutto come lavoro di Jay-Z. A diverse tracce contribuirono Beanie Sigel e Memphis Bleek, altre collaborazioni furono di Freeway ed Amil (per un breve periodo segnato per la Roc-A-Fella).
Dynasty fu anche una prima occasione di visibilità per Just Blaze e Kanye West, che sono diventati in seguito due dei maggiori producer dell'etichetta, lavorando successivamente alle tracce del secondo album di Beanie Sigel ed all'album di debutto di Freeway, Philadelphia Freeway, ma la loro esplosione è avvenuta con The Blueprint di Jay-Z dove fanno la parte del leone nelle produzioni
Al tempo, la Roc-A-Fella Records includeva il gruppo State Property (inclusi Beanie Sigel e Freeway); la totalità degli artisti venne coinvolta nella disputa tra Jay-Z e Nas, durata dal 1999 al 2001 e spentasi nei successivi 4 anni. Durante questo tempo, diversi nuovi artisti si segnarono per l'etichetta newyorkese: M.O.P., Cam'ron aed il gruppo dei Diplomats, ed Ol' Dirty Bastard.
Dame Dash cercò di convincere anche il rapper Twista, che aveva avuto legami con la Roc; tuttavia, la Atlantic non rescisse il contratto, Twista è membro onorario dell'etichetta. Ci furono anche voci di possibili affiliazioni di rapper come Talib Kweli, Pitbull and Copywrite, nessuna confermata. Grafh e Joe Budden realizzarono una joint venture con la Roc-A-Fella, ma lasciarono dopo l'abbandono di Dame e Biggs.

### L'abbandono di Dame e Biggs
Il 2004 vide il debutto di Kanye West (destinato a diventare uno degli artisti-simbolo della label), l'incarcerazione di Beanie Sigel, l'accusa di violenza ai danni di Dame Dash ed il ritiro dalle scene di Jay-Z. Iniziarono a circolare voci di una spaccatura tra Dame Dash e Jay-Z, soprattutto riguardo al gusto musicale, alle differenti visioni, fino alla creazione di due team di lavoro all'interno della medesima etichetta.
All'inizio del 2005, venne offerta a Jay-Z la presidenza della Island Def Jam azienda a cui faceva capo la Roc-A-Fella. In cambio doveva vendere la quota della Roc alla Def Jam, che lo avrebbe lasciato con la carica di Presidente della label. Jay-Z diede un ultimatum a Dame e Biggs: se avessero dato la proprietà degli originali di Reasonable Doubt, il rapper avrebbe rifiutato la posizione. Il duo rifiutò, e Jay-Z venne nominato alla presidenza della Roc-A-Fella.
Dame and Biggs lasciarono l'etichetta per aprire la loro label, Dame Dash Music Group, agli artisti della Roc-A-Fella fu data la possibilità di scegliere se rimanere o spostarsi alla DDMG. Beanie Sigel, ancora in prigione, manifestò l'intenzione di portare State Property alla DDMG. Tuttavia tutti i membri del gruppo eccetto Oschino optarono per rimanere alla Roc-A-Fella, che fomentò anche una breve disputa con Beanie.
Nel 2005 e nel 2006, Jay-Z ha segnato la cantante R&B Teairra Marí e una collaboratrice di lungo corso come Foxy Brown; inoltre ha tentato di giungere ad un accordo con il rapper di Chicago Lupe Fiasco, senza riuscirci. Memphis Bleek ha dichiarato che Jay ha convinto anche Cory Gunz, ma la voce non è stata confermata. Non è chiaro se Beanie Sigel sia o meno ancora parte della Roc-A-Fella; l'ultimo suo album, The B. Coming, è stato pubblicato dalla DDMG, sebbene sia apparso al concerto di Jay-Z I Declare War con il resto degli artisti della Roc.